# Гіндарі (Муреш)
Гіндарі (рум. Ghindari) — село у повіті Муреш в Румунії. Адміністративний центр комуни Гіндарі.
Село розташоване на відстані 247 км на північ від Бухареста, 28 км на схід від Тиргу-Муреша, 105 км на схід від Клуж-Напоки, 108 км на північний захід від Брашова.

## Населення
За даними перепису населення 2002 року у селі проживала 1461 особа.
Національний склад населення села:
| Національність | Кількість осіб | Відсоток |
| -------------- | -------------- | -------- |
| угорці         | 1414           | 96,8%    |
| цигани         | 37             | 2,5%     |
| румуни         | 9              | 0,6%     |

Рідною мовою назвали:
| Мова      | Кількість осіб | Відсоток |
| --------- | -------------- | -------- |
| угорська  | 1443           | 98,8%    |
| румунська | 12             | 0,8%     |